# The Predator Becomes the Prey
The Predator Becomes the Prey è il terzo album in studio del gruppo musicale statunitense Ice Nine Kills, pubblicato il 21 gennaio 2014 dalla Fearless Records e dalla Outerloop Records.
Seguito di The Predator, EP autoprodotto, l'album segna il debutto del gruppo nella Billboard 200, raggiungendo la posizione 153. È anche il primo album con il bassista Justin Morrow, dopo l'uscita di Steve Koch.

## Tracce
1. The Power in Belief – 3:39
2. Let's Bury the Hatchet...In Your Head – 3:51
3. The Coffin is Moving – 3:09
4. The Fastest Way to a Girl's Heart is Through Her Ribcage – 3:25
5. The Product of Hate – 3:11
6. Connect the Cuts – 2:53
7. Jonathan – 3:35
8. What I Never Learned in Study Hall – 3:35
9. So Long Steven Long – 3:28
10. What Lies Beneath – 3:29
11. My Life in Two – 3:46

## Formazione
- Spencer Charnas – voce, concetto di arte
- Justin DeBlieck – chitarra solista, voce
- Justin Morrow – basso, chitarra solista
- Steve Koch – basso
- Conor Sullivan – batteria